# Deska rozdzielcza

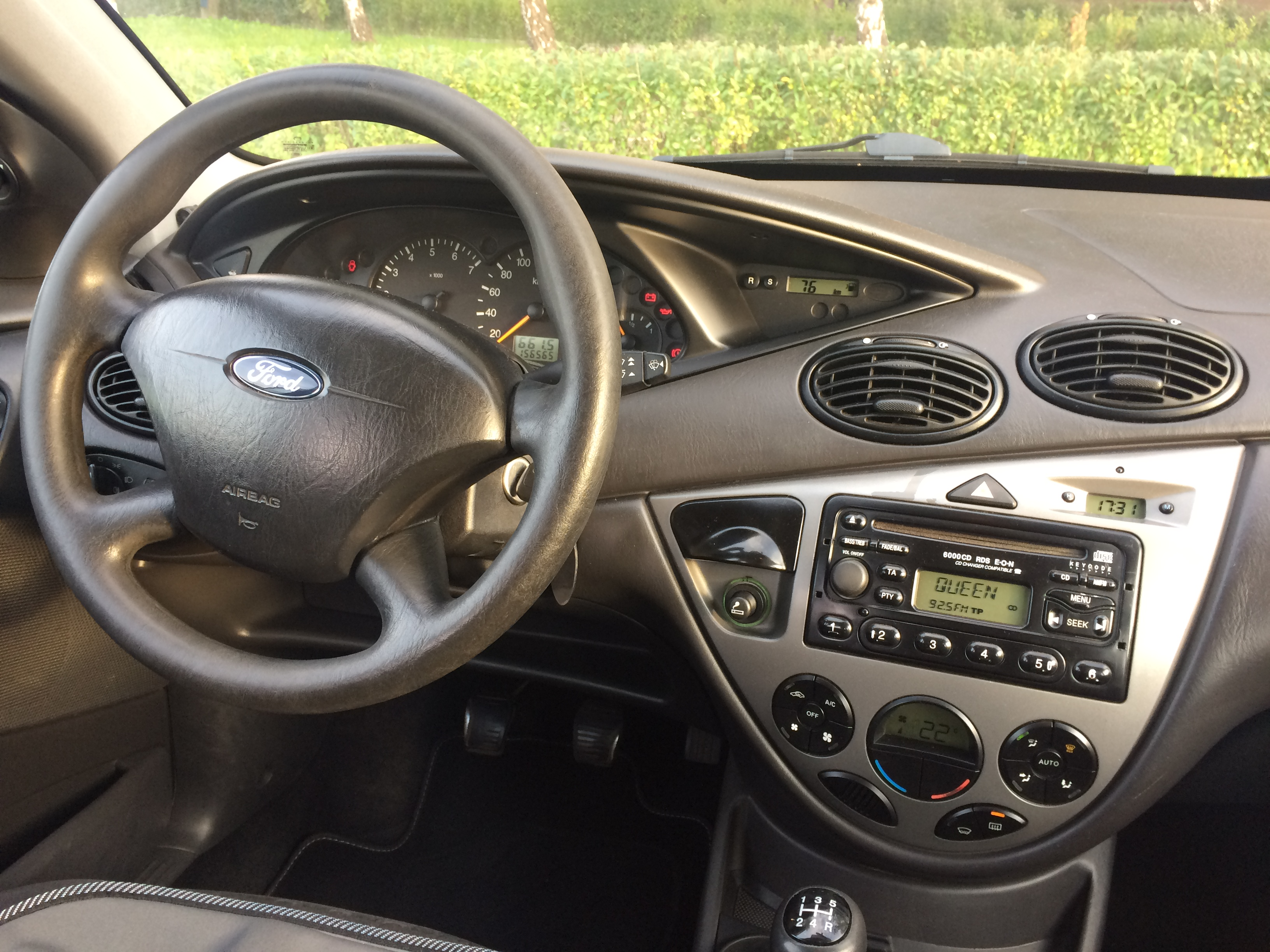
Deska rozdzielcza Forda Focusa Mk1

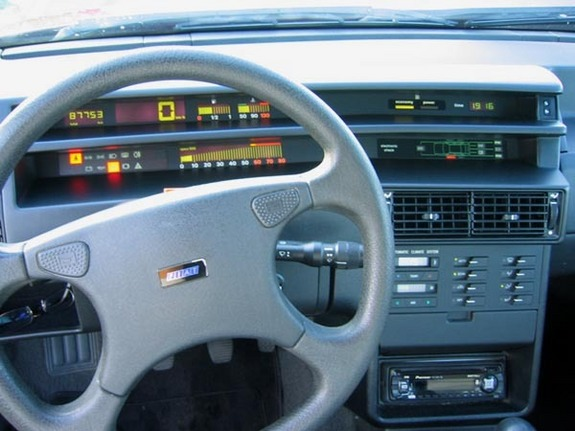
Elektroniczna deska rozdzielcza z lat 90. (Fiat Tempra)

Deska rozdzielcza – element wyposażenia przedziału pasażerskiego samochodu (potocznie kabiny). Deska rozdzielcza jest umieszczona w przedniej części kabiny, poniżej przedniej szyby. Jest konsolą zawierającą tablicę wskaźników (potocznie zegary lub wskaźniki), regulatory i przełączniki. Wskaźniki znajdują się zwykle na wysokości kierownicy, naprzeciw kierowcy lub pośrodku deski rozdzielczej. W środkowej części deski rozdzielczej znajduje się konsola mieszcząca dodatkowe wyposażenie: radioodtwarzacz, zapalniczkę z gniazdem 12 V, regulatory temperatury powietrza w kabinie, klimatyzację, a w nowszych, bardziej luksusowych samochodach także systemy nawigacji i inne. Deska rozdzielcza zawiera również otwory nawiewu, półki, schowki, a czasem tablicę z bezpiecznikami. Po stronie kierowcy i pasażera deska rozdzielcza z reguły zawiera także poduszkę powietrzną.